# Jack Butler
John Dennis Butler, conegut com a Jack Butler, (14 d'agost de 1894 - 5 de gener de 1961) fou un futbolista belga.

## Selecció de Bèlgica
Fou jugador de l'Arsenal i internacional amb Anglaterra. Va formar part de l'equip belga a la Copa del Món de 1938 com a entrenador.